# Батталья, Доменико
Доменико Батталья (итал. Domenico Battaglia; род. 20 января 1963, Сатриано, Италия) — итальянский кардинал. Епископ Черрето-Саннита-Телезе-Сант-Агата-де-Готи с 24 июня 2016 по 12 декабря 2020. Архиепископ Неаполя с 12 декабря 2020.  Кардинал-священник с титулярной церковью Сан-Марко-ин-Агро-Лаурентино с 7 декабря 2024.  